# Liligomdé
Liligomdé, également appelé Lilligomé ou orthographié Lilligomdé, est une localité située dans le département de Ouahigouya de la province du Yatenga dans la région Nord au Burkina Faso.

## Géographie
Liligomdé se trouve à 5 km au nord-est du centre de Ouahigouya, le chef-lieu du département, et à 3 km au sud-ouest de Rikou. La localité est traversée par la route nationale 23.

## Santé et éducation
Le centre de soins le plus proche de Liligomdé est le centre de santé et de promotion sociale (CSPS) de Rikou tandis que le centre hospitalier régional (CHR) se trouve à Ouahigouya.
Liligomdé possède une école primaire publique.